# Monte Carlo Masters 2004
Il Monte Carlo Masters 2004  è stato un torneo di tennis giocato sulla terra rossa. È stata la 97ª edizione del Monte Carlo Masters, che faceva parte della categoria ATP Masters Series nell'ambito dell'ATP Tour 2004. Si è giocato al Monte Carlo Country Club di Roquebrune-Cap-Martin in Francia vicino a Monte Carlo, dal 19 al 26 aprile 2004.

## Campioni

### Singolare
Guillermo Coria ha battuto in finale  Rainer Schüttler con il punteggio di 6–2, 6–1, 6–3.

### Doppio
Tim Henman /  Nenad Zimonjić hanno battuto in finale  Gastón Etlis /  Martin Rodriguez con il punteggio di 7–5, 6–4.